# مزرعه نصرتی (سمنان)
مزرعه نصرتی یک منطقهٔ مسکونی در ایران است که در دهستان فرومد واقع شده‌است.